# Penny (personnage)
Pour les articles homonymes, voir Penny (homonymie).
Penny est un personnage de fiction de la série télévisée The Big Bang Theory, interprété par Kaley Cuoco.
Penny est la voisine de palier de Leonard et Sheldon, et est une « déesse parfumée au cheesecake » selon les termes de Howard. Originaire d'Omaha (Nebraska), elle est venue à Los Angeles pour commencer une carrière d'actrice, mais se retrouve serveuse au restaurant The Cheesecake Factory, et passe régulièrement des auditions pour des rôles. Elle écrit aussi un scénario semi-autobiographique sur une fille de Lincoln, qui aurait suivi son parcours. Penny est très extravertie, gentille et attentive.

## Biographie

### Relations amoureuses
Penny s'est liée à Leonard et Sheldon à cause de sa récente rupture avec son petit ami Kurt. Elle avoue l'aimer encore malgré ses mensonges et ses trahisons. Elle envoie ses deux voisins le voir pour récupérer sa télévision, mais ceux-ci reviennent à l'appartement sans leurs pantalons. Kurt est en effet le stéréotype de la brute sans cervelle. Cette première aventure commence la relation des nerds avec la belle Penny.
Après un échec dans une relation, elle trouve un homme attirant puis a 36 heures de relations sexuelles pendant un week-end avec lui, après quoi elle le « jette ». Elle a aussi dit qu'elle préfère faire le premier pas, plutôt que ce soit les hommes qui le fassent. Il s'est avéré que Penny aimait avoir des relations sexuelles dans des lieux inhabituels (comme le Subway sandwich shop). Elle a eu un premier rendez-vous avec Leonard après avoir dit qu'elle voulait « rencontrer un homme qui ferait vraiment attention à elle », ce à quoi Leonard répondit « Et pourquoi pas moi ? ». Avant leur premier rendez-vous, Leonard donne un baiser très passionné. Ils passent un très bon moment ensemble, mais Penny s'inquiète d'avoir menti à Leonard à propos de son diplôme à l'université. Leonard l'apprend finalement de Sheldon, mais rend le problème encore pire lorsqu'il dit à Penny que ce n'est pas grave. La présentation de Penny à la mère de Leonard rapproche Penny et son ex-petit ami, mais finalement les sépare encore.
Dans le dernier épisode de la saison 2, elle s'aperçoit avoir de vrais sentiments pour Leonard. Lorsqu'elle apprend qu'il va passer trois mois au Pôle Nord pour une expérience, cela semble beaucoup l'affecter. Elle donne plus tard un long câlin à Leonard comme un cadeau, en disant qu'il va beaucoup lui manquer, mais Léonard le trouve bien trop long pour être simplement platonique. Lorsqu'il le lui demande, elle lui dit simplement qu'il va lui manquer et lui souhaite bon voyage. Cependant dès qu'elle referme la porte, elle se murmure à elle-même « Ça signifie que je souhaiterais que tu ne partes pas ».
Dès leur retour, Penny et Leonard commencent à se fréquenter. Elle passe alors plus de temps dans leur appartement, y dormant parfois, au grand dam de Sheldon. Quand un matin, alors que tout allait bien dans leur relation, Leonard lui dit qu'il l'aime. Surprise par sa déclaration, Penny ne réussit pas à lui dire, effrayée par le contexte. À la suite de cela, ils se séparent mais décident de rester amis.
Durant la quatrième saison, Penny manifeste de la jalousie à l'égard de Priya, la nouvelle petite amie de Leonard.
Dans l'épisode 13 de la saison 5, Penny et Léonard se remettent ensemble après que Penny lui déclara qu'elle aura, quoi qu'il arrive, toujours des sentiments pour ce dernier. Elle se fiance avec Léonard dans le dernier épisode de la saison 7. Dans le dernier épisode de la saison 8, ils partent à Las Vegas, pour se marier dans une chapelle. Le mariage est raconté durant le premier épisode de la saison 9.
Contrairement aux autres personnages principaux, Penny a de nombreuses relations romantiques. Dans la quatrième saison, Sheldon utilise les probabilités et des calculs d'extrapolation pour évaluer que Penny est sortie avec 196 hommes depuis ses 14 ans mais elle n'aurait couché qu'avec 31 d'entre eux. Penny nie avec énergie qu'elle n'a jamais eu autant de petits amis, mais son expression ultérieure indique le choc et la résignation à la réponse correcte de Sheldon. Amy demande à Penny dans la même conversation si elle se considère comme une femme facile. Penny répond incertaine : Non. Non.... Non ?.

### Personnalité
Penny est désordonnée et désorganisée, mais semble aimer fonctionner ainsi. Elle n'est pas spécialement intelligente, mais possède de bonnes capacités en relations humaines, et de connaissances de la culture pop. Elle croit aussi aux horoscopes, et donne souvent des preuves de leur véracité à Sheldon. Elle est étonnamment bonne à Halo 3 la première fois qu'elle y joue, et se trouve même être meilleure que Sheldon, qui ne s'améliore pas lorsqu'elle se moque de lui à ce propos. Elle devient dépendante au jeu en ligne Age of Conan, au point d'en ignorer ses amis, et de demander constamment des conseils à Sheldon. Elle s'aperçoit de son addiction lorsqu'elle accepte un rendez-vous « virtuel » avec Howard. En revanche, elle ne parvient pas à s'intéresser au travail de Leonard et Sheldon, ne comprenant pas les bases de la physique.
Malgré une grande collection d'ours en peluche et une garde-robe fournie en Hello Kitty, elle est très critique sur l'intérêt de ses amis pour les jouets et les jeux vidéo. Dans la 2e saison, Sheldon tente de lui trouver un partenaire sexuel par l'entremise d'un site web, lui faisant croire qu'il s'agit d'une étude de marché, et apprend qu'elle a 22 ans.
Après une première saison montrant ses amis dans un monde de sciences complètement à part, dans la seconde saison Penny semble se rapprocher d'eux. Lorsqu'une nouvelle colocataire ressemblant fortement à Penny s'installe dans l'immeuble, Penny est jalouse de leur comportement avec elle et devient très protectrice envers eux. Son côté geek commence à apparaître, en commençant par développer une dépendance au jeu vidéo Age of Conan, chercher de la nourriture chinoise pour Sheldon dans le bon ordre (sauf la moutarde), puis en trouvant drôle une blague de physicien. Le plus surprenant fut sa référence à Star Trek, qui la surprit encore plus elle-même.

### Travail
Jusqu'à la septième saison, le travail principal de Penny était serveuse à The Cheesecake Factory, bien que dans le huitième épisode de la saison 1, elle ait été formée comme barman. En 2010, lorsque l'actrice Kaley Cuoco se casse la jambe, Penny est montrée en tant que barman pour cacher sa jambe.
On sait en réalité que son travail au Cheesecake Factory est un travail provisoire car Penny aimerait devenir une actrice, bien qu'elle ait encore à trouver le succès. Ses espérances sont quelque peu hautes et naïves au commencement - elle admet dans la saison 2 que son plan était le service dans un restaurant pendant six mois et ensuite devenir une star de cinéma et son plan de secours devait être une star de TV. Elle va régulièrement aux castings, mais finit souvent par des réponses infructueuses. Un de ses rôles qu'elle cite le plus souvent est celui d'Anne Frank, dans un théâtre au-dessus d'un bowling.
Dans la saison 7, Penny croit qu'elle a finalement trouvé la célébrité quand elle joue un rôle bref dans NCIS. Elle est dévastée quand sa scène est coupée au montage, mais décide plus tard qu'il est temps de se concentrer seulement sur son rôle d'actrice. À la suite de cela, elle quitte son travail au Cheesecake Factory pour s'y consacrer à plein temps. Dans cette même saison, elle reprend ses études.
Durant la huitième saison, elle abandonne son rêve de devenir actrice et obtient un poste de vendeuse commerciale dans l'entreprise pharmaceutique de Bernadette.

### Problèmes financiers
Un thème revenant souvent dans la série est celui des problèmes financiers de Penny. On voit ceci dans un des épisodes de la saison 2, quand elle se trouve noyée de factures et emprunte de l'argent à Sheldon. Elle a peur qu'il devienne paranoïaque et qu'il la harcèle pour le remboursement, bien qu'il ne fasse rien de tel. On voit des références plus subtiles dans le fait qu'elle a une fois essayé de payer sa facture d'électricité en utilisant une carte cadeau Starbucks, une note d'excuse et des images d'elle en sous-vêtements. Un problème se produisant dans la quatrième saison est le changement fréquent du code WIFI de Sheldon et Leonard pour empêcher Penny d'utiliser leur signal. Dans un épisode de la saison 4, ils changent le mot de passe qui devient Penny est un resquilleur puis plus tard, ils le changent en Penny prends-toi ton propre WIFI.
La situation financière de Penny prend un tournant spectaculaire dans la saison 8. Ayant pris un travail comme représentante commerciale pour le laboratoire pharmaceutique où travaille Bernadette, elle gagne dès lors assez d'argent pour se financer elle-même. Mais quand elle rend à Léonard la voiture qu'il lui a offerte, ceci le dérange et mène aux discussions sur la gestion des finances futures du couple, qui pourrait s'avérer difficile pour lui, étant donné son constant sentiment d'insécurité. Plus tard, Léonard apprend que Penny gagne plus d'argent que lui (le double), ce qui le dérange fortement.

### Famille
Penny révèle que son père Wyatt a essayé de l'élever comme un garçon, ce qui est une source de douleur pour elle. Lorsque Wyatt vient rendre visite à Penny à Pasadena (saison 4), celui-ci pense qu'elle fréquente toujours Leonard, en effet, même si elle ne l'avait jamais présenté en personne à ses parents, ceux-ci l'appréciaient, étant un universitaire accompli, au contraire de ses précédents petits amis, tous peu intelligents et peu diplômés. Quand elle l'informe plus tard de sa rupture, Wyatt feint d'être en colère et réprimande Penny mais encourage secrètement Leonard à ne pas perdre espoir et à s'accrocher.
Dans un épisode, Penny parle à Raj de sa sœur qui a tué accidentellement son mari. Dans un autre épisode, Penny accompagne les garçons à la boutique de BD pour faire des courses pour son neveu de 13 ans. Dans la saison 5, Penny avoue à Bernadette que sa mère a fumé de l'herbe tandis qu'elle était enceinte d'elle. Penny a mentionné qu'elle avait un frère en liberté conditionnelle, à la suite d'un trafic de méthamphétamine. Dans l'épisode final de la saison 7, elle mentionne qu'il est à nouveau en prison pour une période de 12 à 18 mois, dépendamment de son comportement.
Lors de l'épisode 16 de la saison 8, elle passe un test avec Sheldon pour voir s'ils peuvent tomber amoureux. Le test est négatif mais ils s'avouent mutuellement qu'ils se considèrent comme frère et sœur.
Contrairement à tous les autres personnages, le nom de famille de Penny et son père n'a pas été révélé. Le co-créateur Bill Prady a déclaré que le nom de famille de Penny serait révélé dans une interview au terme de la saison 2. Le producteur exécutif Steven Molaro, cependant, a depuis déclaré que son nom de famille restera un secret.
Elle dit ne pas vouloir d'enfants. Cependant, lors de l'épisode final, on apprend qu'après une soirée alcoolisée, elle est tombée enceinte et attend un enfant de Leonard, ce qui les comble de joie.

### Autres
Elle montrerait aussi une certaine aptitude pour les échecs puisque selon Leonard elle jouerait comme Bobby Fischer.
Penny aime beaucoup le yoga et initie même Sheldon à cette discipline.
Dans l'épisode 9 de la saison 9, Leonard révèle que Penny est née un 2 décembre.